# Matrozenpak
Een matrozenpak is een traditioneel uniform voor lager marinepersoneel. Het is niet meer onderdeel van het dagelijks tenue maar wordt in een aantal landen bij ceremoniële gelegenheden nog gedragen. Het meest opvallende onderdeel is de blauwe kraag, vaak met witte biezen, die op de rug een vierkant vormt: de matrozenkraag. Dit uniform deed zijn intrede in de Britse marine in het midden van de 19e eeuw, en werd door de marine van een groot aantal andere landen overgenomen. Op het bijbehorende hoofddeksel was vaak de naam van het schip vermeld.

## Als kinderkleding
Het matrozenpak werd als kinderkleding geïntroduceerd door (de ouders van) Edward VII van het Verenigd Koninkrijk, de toenmalige Prince of Wales. Hij werd in deze kleding geportretteerd in 1846. Het matrozenpak werd in de decennia daarna populair onder het beter gesitueerde deel van de Britse bevolking, onder de naam sailor suit, en later ook onder de gegoede burgerij in andere landen, in navolging van prinsen (en prinsessen) in de betrokken landen.
By the turn of the twentieth century a photograph of Europe’s young princes and princesses showed almost every child dressed for the high seas.— Margaret Simpson
Een verband kan worden gelegd met de toegenomen belangstelling voor de (verdere) opbouw van de eigen vloot in de wapenwedloop die tegen het einde van de 19e eeuw ontstond en tot het begin van de Eerste Wereldoorlog duurde. Dit was in elk geval in Duitsland het geval, door de invloed van de Deutscher Flottenverein. 
Een versie voor meisjes was de sailor dress.
In de loop van de 20e eeuw nam de populariteit van het matrozenpak af.

## Als schooluniform
In een aantal Aziatische landen is het schooluniform ontleend aan het matrozenpak. In Japan staat dit bekend als sailor fuku. 

## Marinière
De marinière, een gebreid gestreept kledingstuk voor het bovenlichaam, is te onderscheiden van het matrozenpak, maar heeft wel dezelfde nautische oorsprong. Het kan wel onderdeel zijn van het (ceremonieel) uniform van marinepersoneel. Indien gedragen door burgers is de "koppeling" aan de krijgsmacht afwezig: het is dan niet meer dan een T-shirt met een zekere (al dan niet beoogde) nautische associatie.

## Afbeeldingen

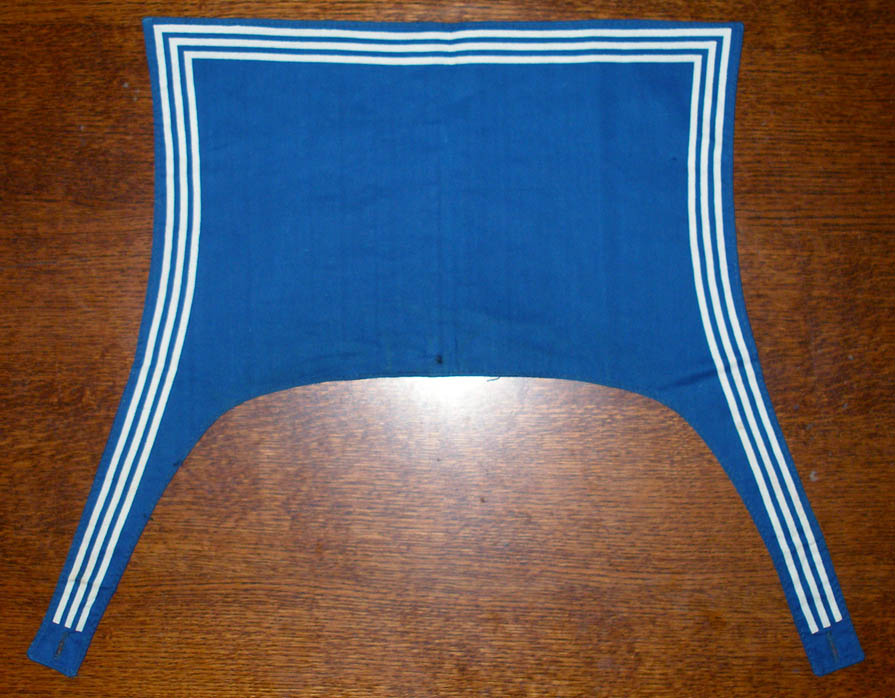
Matrozenkraag, Russische marine, 2007
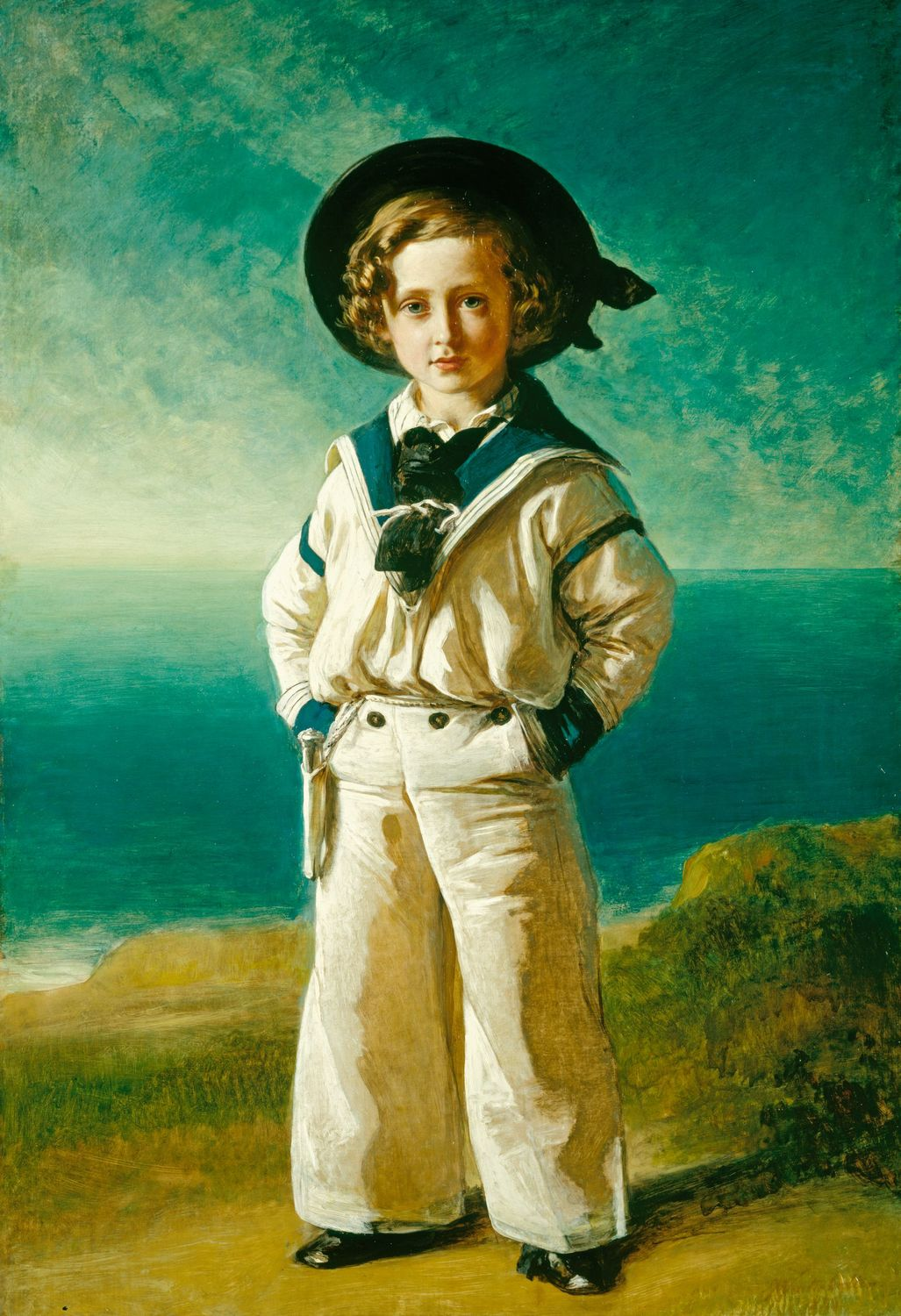
Edward VII, 1846
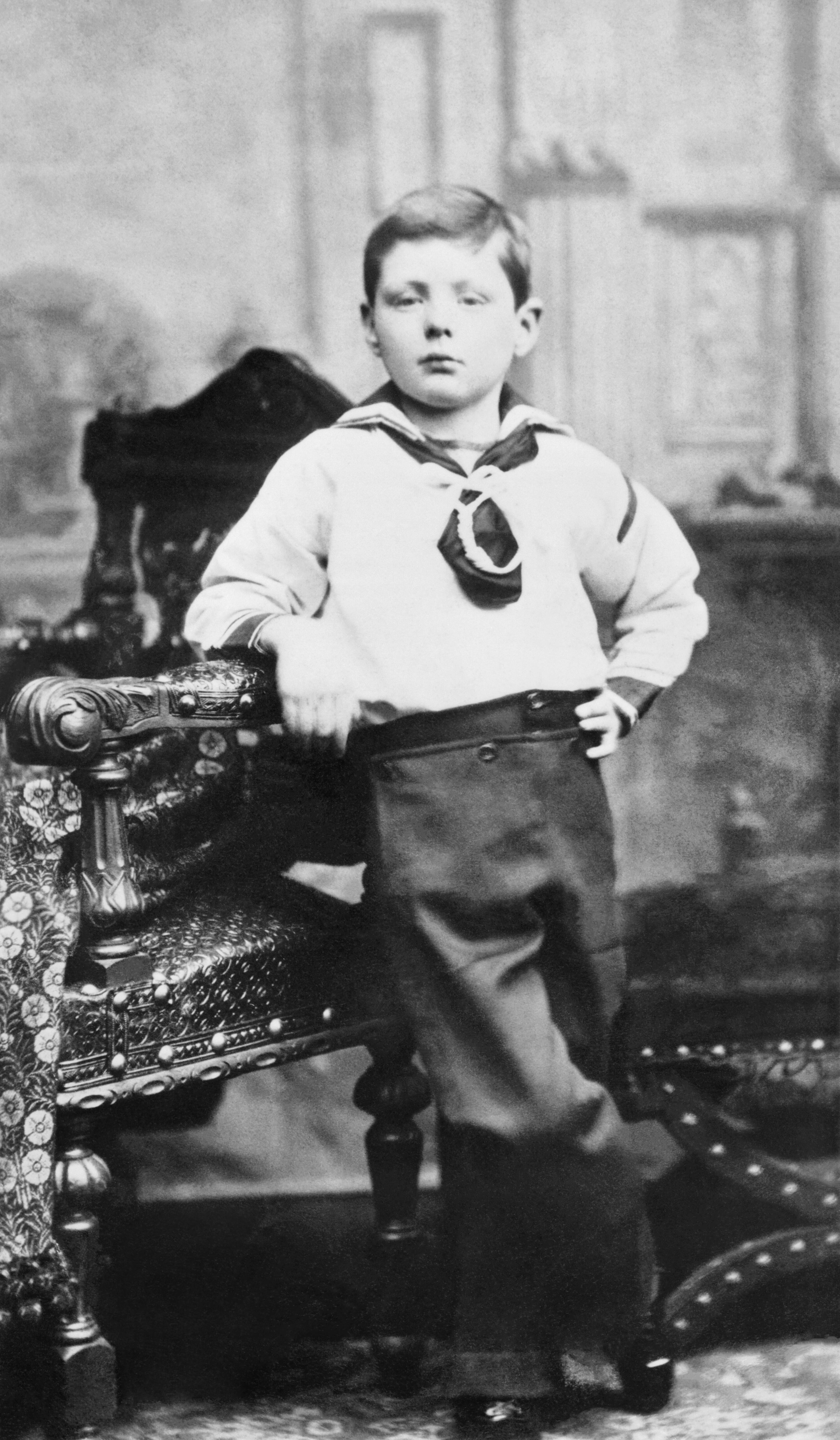
Winston Churchill, 1881
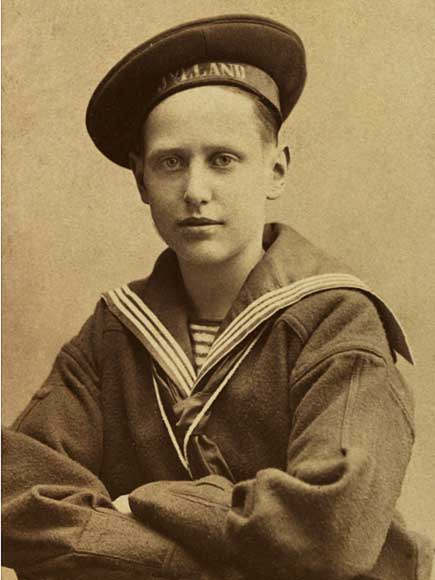
De latere Noorse koning Haakon VII, 1883
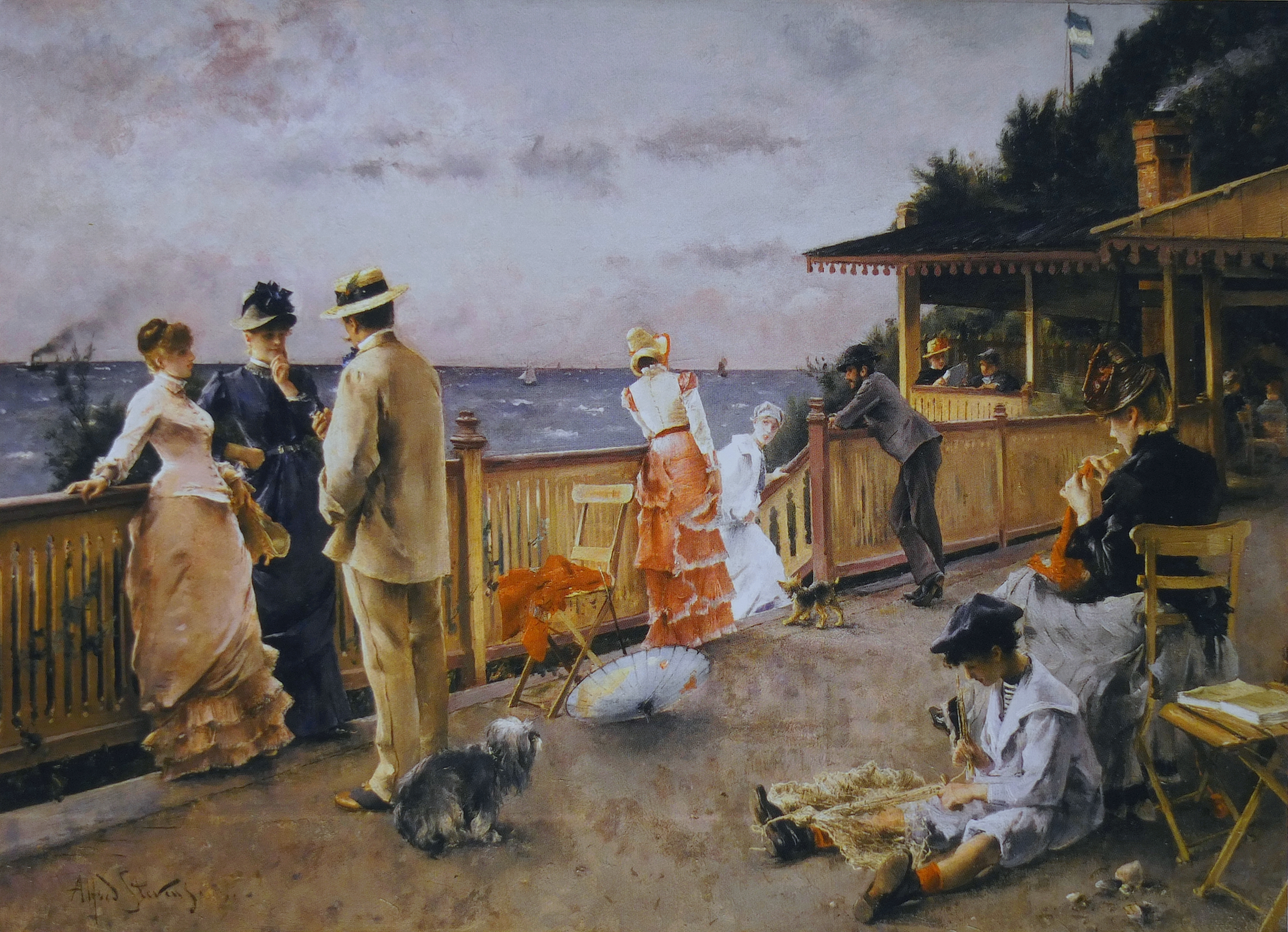
Jongen in matrozenpak, Afred Stevens, La villa des falaises, 1884
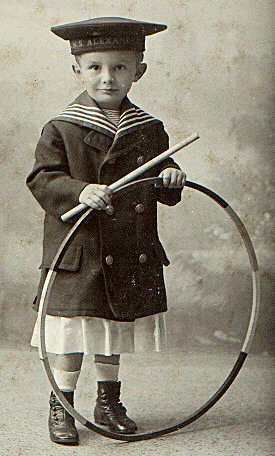
Duitse jongen met matrozenkraag, circa 1900
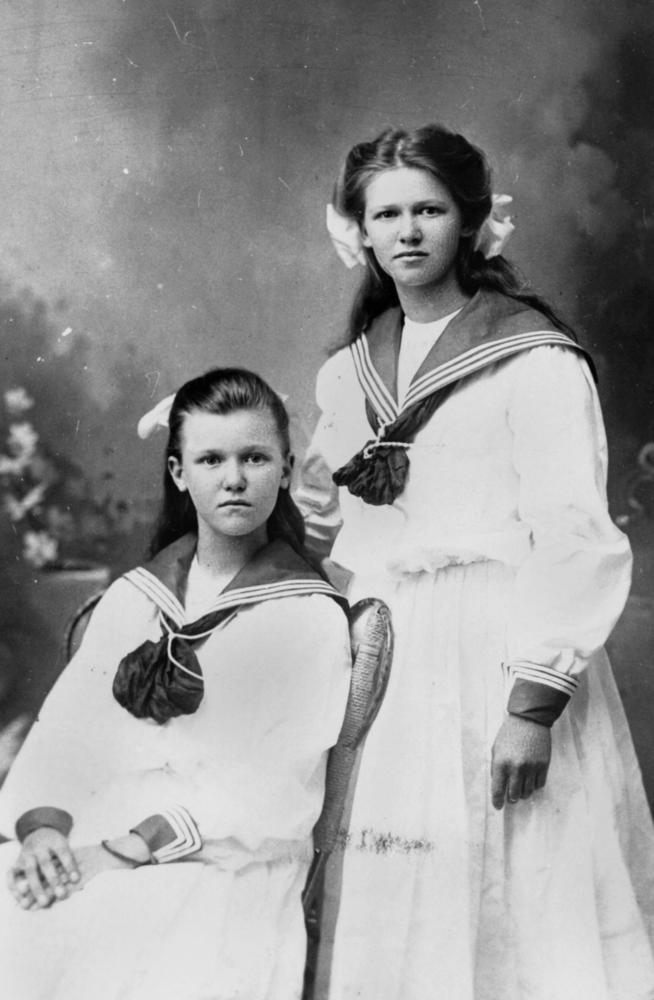
Meisjes in sailor dress', circa 1910
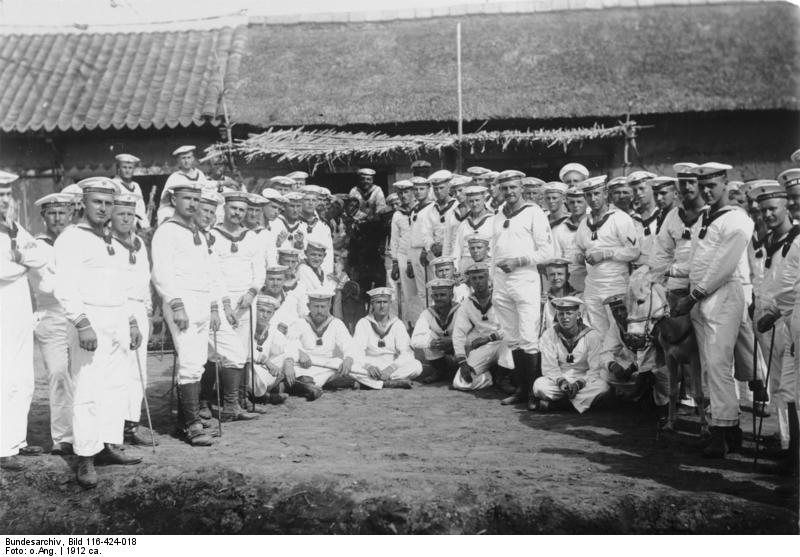
Duitse matrozen, Tsingtau (thans Qingdao), 1912
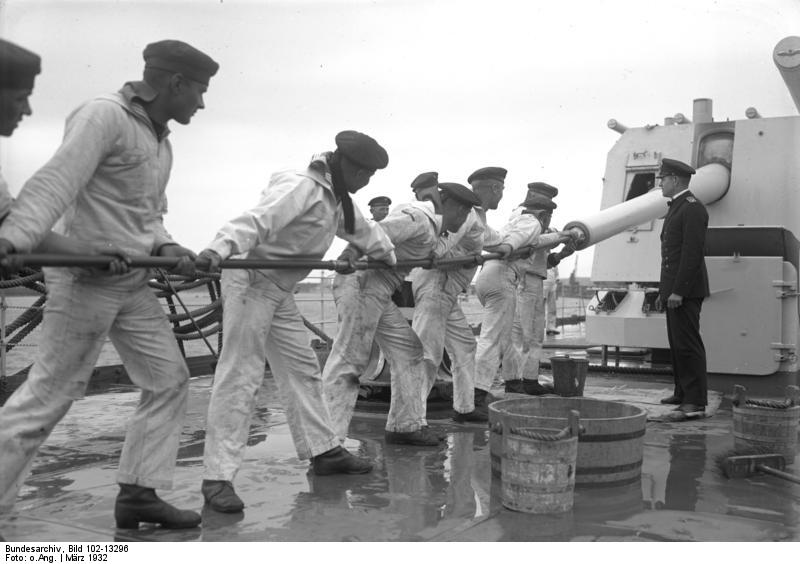
Matrozen van de Duitse marine, 1932
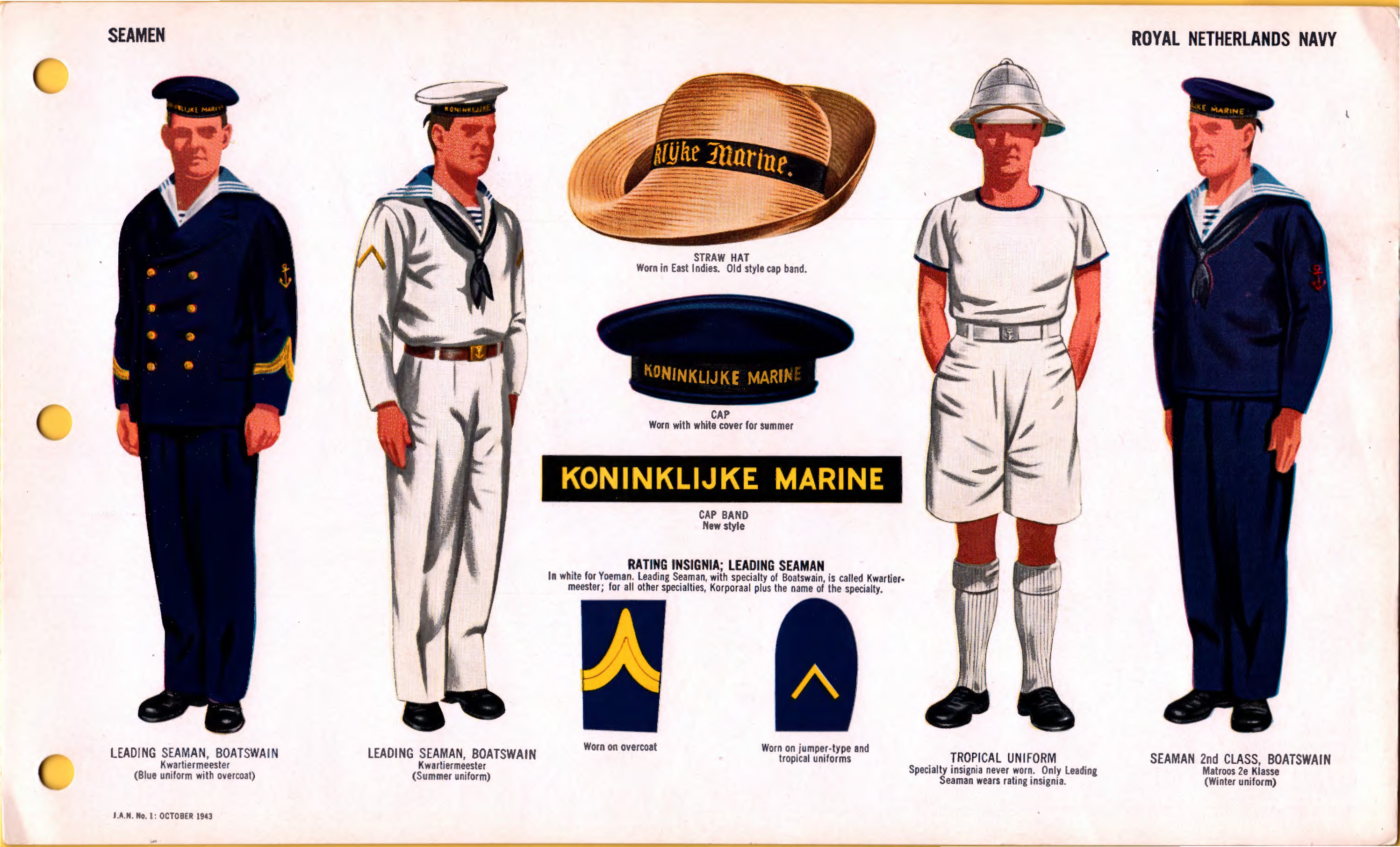
Nederlands marineuniform, 1943
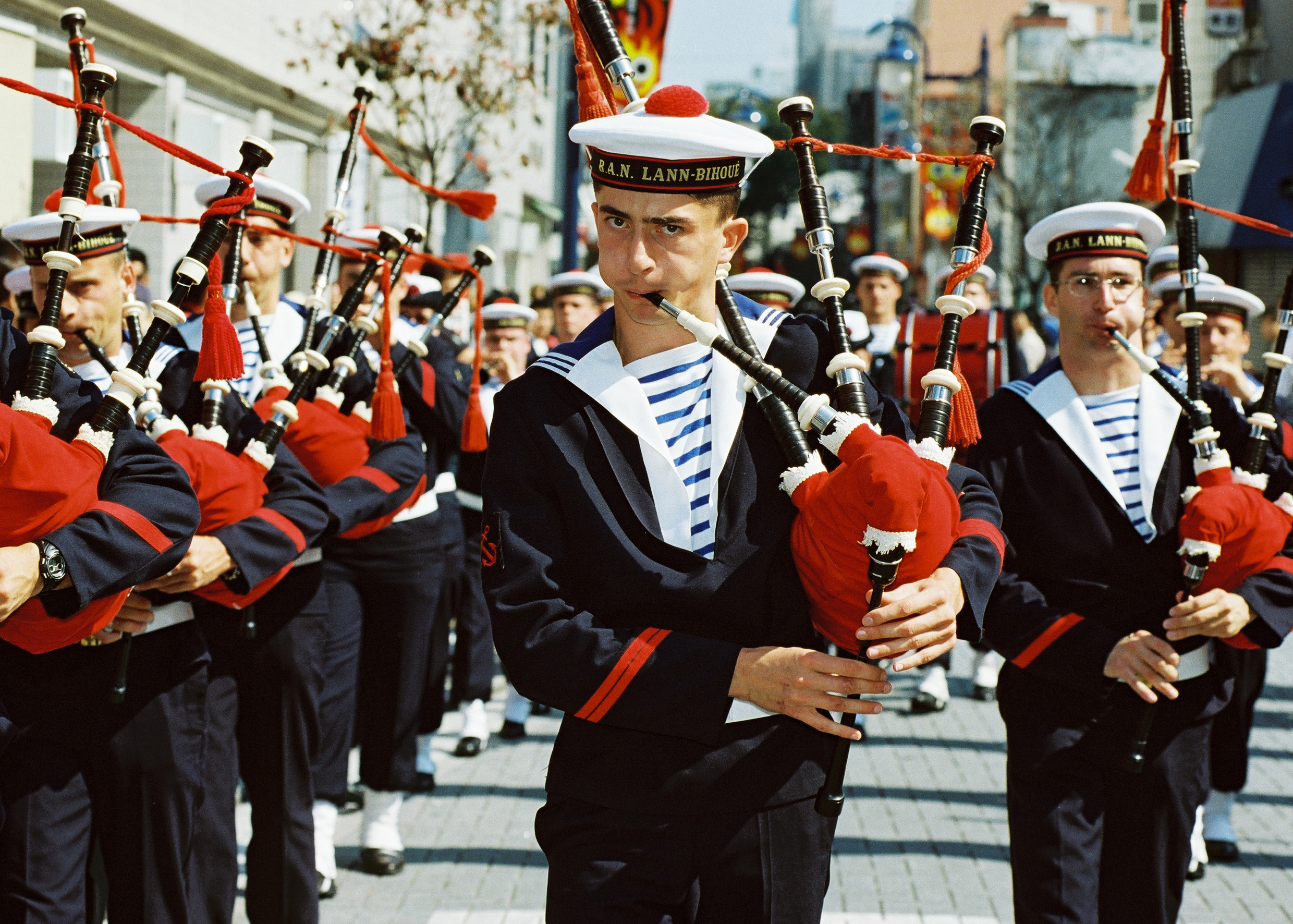
Doedelzakkorps van de Franse marine
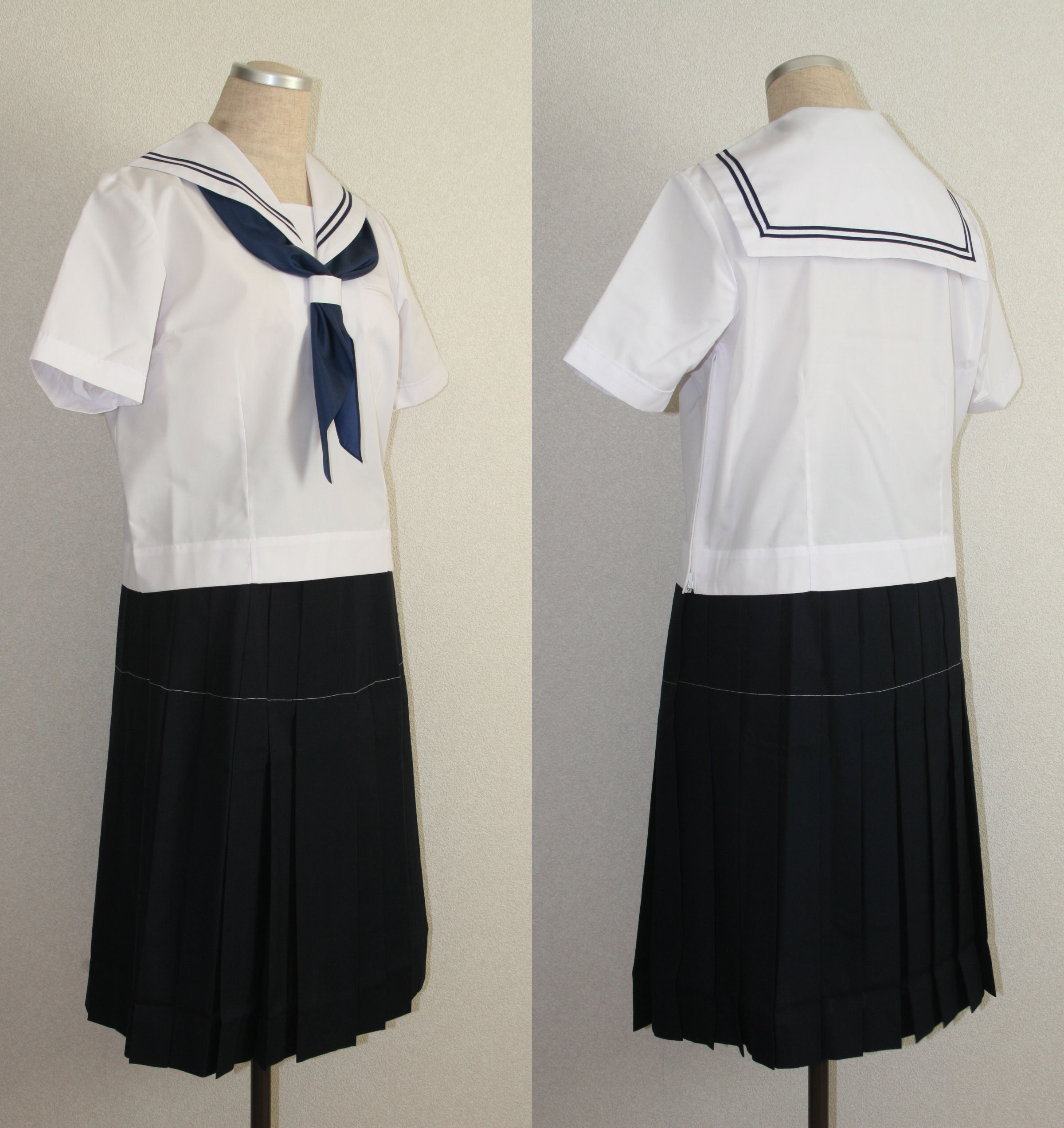
Japans schooluniform voor meisjes (zomer), 2007
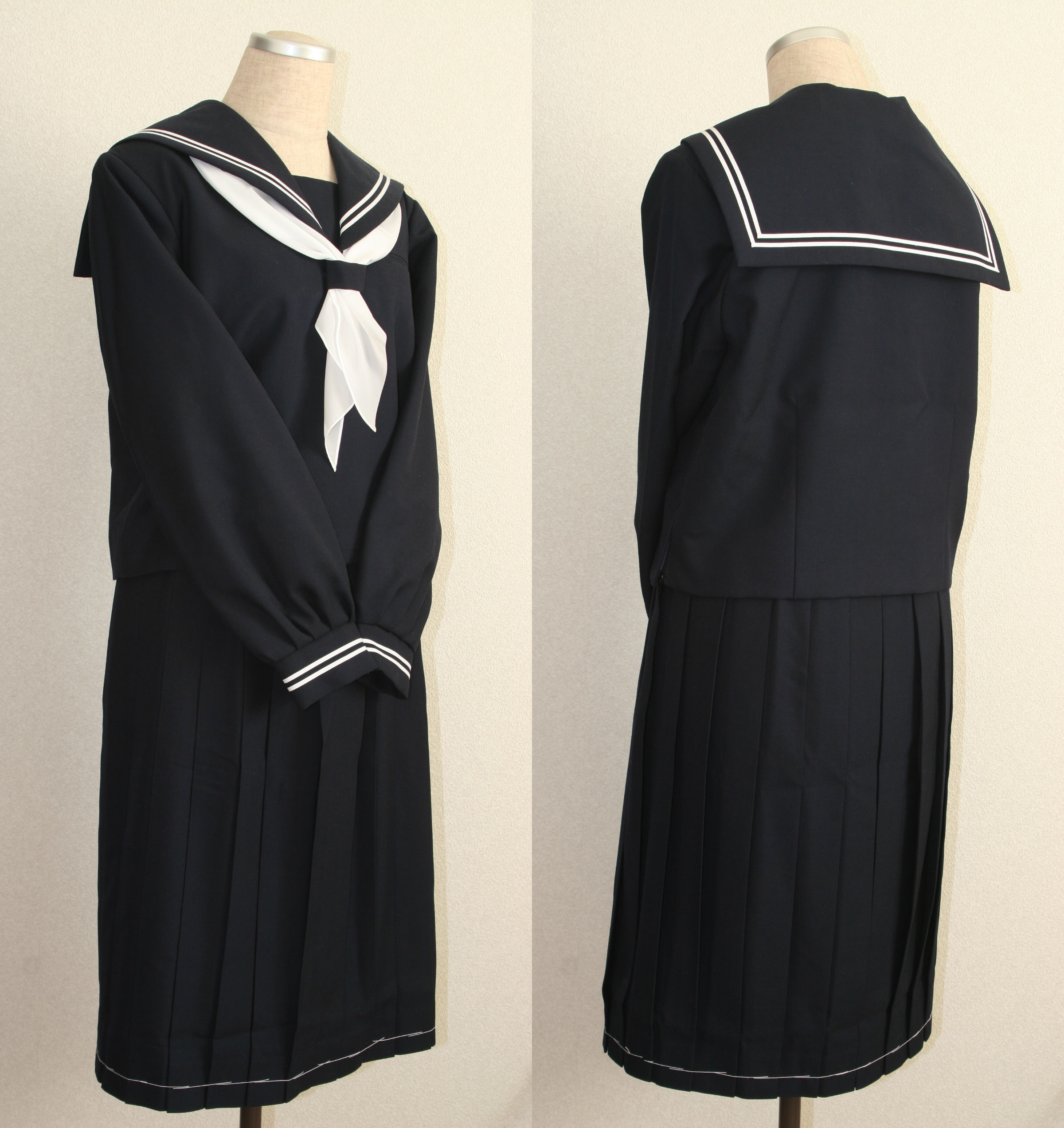
Japans schooluniform voor meisjes (winter), 2007